# Silene brevicaulis
Silene brevicaulis är en nejlikväxtart som beskrevs av Pierre Edmond Boissier. Silene brevicaulis ingår i släktet glimmar, och familjen nejlikväxter. Inga underarter finns listade i Catalogue of Life.